# Nồi hầm

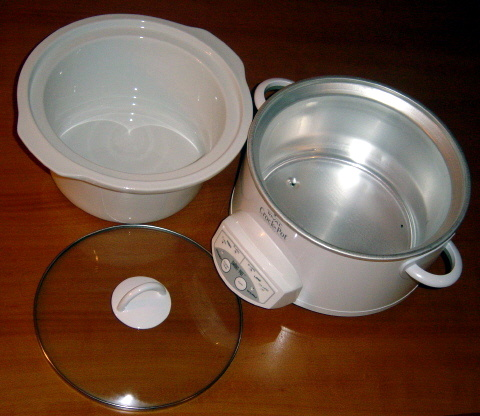
Một nồi hầm mới gồm có lồng trong bằng sứ có thể tháo rời (bên trái trên), nắp bằng thủy tinh (trái dưới), và bộ phận gia nhiệt (phải) với nút bấm điều khiển.

Nồi hầm hay nồi nấu chậm, còn được gọi là Crock-Pot (một nhãn hiệu sử dụng chung ở Hoa Kỳ, Canada, Úc và New Zealand) là một thiết bị nấu ăn bằng điện được sử dụng để duy trì âm ỉ một nhiệt độ tương đối thấp (so với các phương pháp nấu ăn khác như nướng, luộc và chiên), có thể giúp cho việc nấu ăn mà không phải trông chừng trong nhiều giờ, sử dụng để nấu các món hầm, súp, và các món ăn thích hợp khác.